# Хили, Дональд
Дональд Мичелл Хили (англ. Donald Mitchell Healey) — британский автогонщик-раллист, инженер и дизайнер, создатель культового спортивного автомобиля 1950—1960-х годов Austin-Healey, на котором лично установил несколько всемирных рекордов скорости для машин этого класса.

## Биография

### Юность и спортивная карьера
Дональд Хили родился в 1898 году в небольшом курортном городе Перранпорт, графства Корнуолл на юго-западе Англии. После получения среднего образования поступил на работу в компанию Sopwith Aviation в Кингстон-апон-Темс, которая выполняла государственные заказы по военному авиастроению. В это же время увлёкся кольцевыми автогонками, проводившимися на соседнем аэродроме. В 1916 году после исполнения 18 лет поступил на военную службу пилотом королевских военно-воздушных сил. Во время одной из первых ночных бомбардировок был по ошибке сбит зенитным огнём своей же противовоздушной обороны. В том же году был демобилизован и вернулся в Корнуолл, где прошёл заочный курс конструирования автомобилей. После окончания Первой мировой войны открыл в своём городке Перранпорт первый гараж — авторемонтную мастерскую.
С середины 1920-х годов Дональд Хили начал выступать как профессиональный гонщик в соревнованиях автомобилей различных классов. Его лучший результат в эти годы — первое место
в 1931 году на ралли Монте-Карло на автомобиле Invicta S. На этой же трассе он входил в восьмёрку лучших в 1932, 1934. 1936 годах.

### Конструирование автомобилей
Кроме спортивной известности Дональд Хили пользовался уважением как инженер-консультант и был привлечён в компанию Triumph Motor в качестве конструктора моделей Southern Cross и Dolomite 8. Во время второй мировой войны разрабатывал узлы и детали для военных самолётов, а после её завершения в городе Уорик создал свой новый бизнес — Donald Healey Motor Company. По соглашению с автомобилестроительной компанией Nash Motors Дональд Хили разрабатывает спортивный автомобиль на базе кузова производившегося ранее Nash Ambassador и шасси Healey Silverstone. Модель с кузовом из алюминия и 6-цилиндровым двигателем была запущена в серийное производство под названием Nash-Healey и выпускалась до 1954 года. Её спортивные модификации в начале 1950-х годов показывали высокие результаты в гонках на выживание 24 часа Ле-Мана.
В этот период Дональд Хили обнаружил незанятую нишу на рынке доступных двухместных автомобилей между MG и Jaguar. В 1952 году его команда приступила к созданию опытного родстера Healey-100 (встречается написание Healey Hundred рус. Хили Хандрид или просто Hundred — по гаpантированному «потолку» скорости в 100 миль/ч). Активное участие в создании шасси принял сын Дональда — Джеффри. Дизайн кузова предложил новичок в фирме Джерри Кокер (Gerry Coker). Окончательной доработкой автомобиля занимался сам Дональд Хили. Автомобиль Healey-100 демонстрируется на Лондонском автосалоне 1952 года. В представленном экземпляре был использован двигатель «Austin А-90» (объём двигателя 2660 см³). В связи с этим им заинтересовался президент корпорации British Motor Леонард Лорд, только недавно создавший эту фирму путём слияния Austin Motor Company и Morris Motors Limited. Непосредственно на выставке промышленник заключил с Хили договор о совместной разработке в Лонгбридже спортивных автомобилей. Первая модель была названа «Austin-Healey—100» и в разных модификациях выпускалась до 1967 года. На этом автомобиле с изменённым кузовом Дональд Хили в ноябре 1954 года на высохшем солёном озере Бонневилль (США) достиг скорости 310 км/ч. В 1958 году Дональд Хили принимает участие в создании более компактного варианта спортивной машины — Austin-Healey Sprite, которая серийно будет выпускаться вплоть до 1971 года.

### Последние годы жизни
В конце 1960-х годов ВМС проходит цепочку слияний и поглощений, в результате чего образуется национальный автомобилестроительный гигант Великобритании British Leyland Motor Corporation. Опыт Дональда Хили, находящегося уже в почтенном возрасте, остаётся невостребованным. В 1970 году он покидает корпорацию и возглавляет небольшую компанию Jensen Motors по производству спортивных автомобилей. Совместно с дизайнерами фирмы Lagonda и Lotus участвовал в разработке автомобиля, который мог бы заменить на рынке снятый с производства Austin-Healey.
В 1973 году Дональду Хили был вручён Орден Британской империи класса «Командор» и пожалован титул Сэр.
Дональд Хили скончался в 1988 году в возрасте 89 лет в своём родном городе. Хили был женат, имел троих детей. В 1996 году он был включён в Международный зал славы автоспорта.